# 阿贡火山
阿贡火山是一座位于印度尼西亞巴厘岛東部的活火山，海拔3031米，为巴厘岛的最高峰，被当地人奉为圣山。最猛烈的喷发发生在1963年，当时喷出的火山灰高达4000米，导致1500人死亡。地势上，火山北坡陡，南坡缓；气候上，西部湿润，东部干燥。周围大部分为熔岩风化的沃土，种植稻米、玉米、椰子、咖啡、烟叶等。南坡海拔900米处有一座著名的规模宏大的供奉印度教诸神的百沙基母庙。
从山顶开始看，可以看到东部龙目岛附近的林賈尼火山（Mt Rinjani）的高峰，尽管这两座山都经常被云覆盖。

## 喷发
火山曾有1808年、1821年、1843年、1963年，2017年，2018，2019年喷发的记录。